# Ljubiša Racić
Ljubiša Racić je bosanskohercegovački rock glazbenik, vođa i gitarist grupe Formula 4.

## Životopis
Rođen je 20. siječnja 1954. godine u Sarajevu, Bosna i Hercegovina.
S trinaest godina Ljubiša, kod profesora Koste Popovića, upisuje školu gitare zajedno s prijateljem Leom. Ubrzo zatim osnivaju grupu "Mladi lavovi" i nastupaju po sarajevskim domovima kulture.
U periodu između 1967. i 1970. godine Ljubiša Racić osniva grupu "Albatrosi", a nedugo zatim s Branom Likićem osniva grupu "Oni".
Godine 1970. nastaje grupa Formula 4, a prvu postavu čine Ljubiša Racić na solo gitari, Brano Likić na bas-gitari i vokalu, Senad Begović na bubnjevima te Zlatko Nikolić kao ritam gitarista i prateći vokal.
Sredinom sedamdesetih godina 20. stoljeća Ljubiša Racić se afirmirao kao basist popularne grupe Bijelo dugme.

## Vanjske poveznice
- Ljubiša Racić na Discogsu